# Sinar Baru (Buay Pemaca)
Sinar Baru is een bestuurslaag in het regentschap Ogan Komering Ulu Selatan van de provincie Zuid-Sumatra, Indonesië. Sinar Baru telt 2604 inwoners (volkstelling 2010).